# Linje 15 (Pekings tunnelbana)

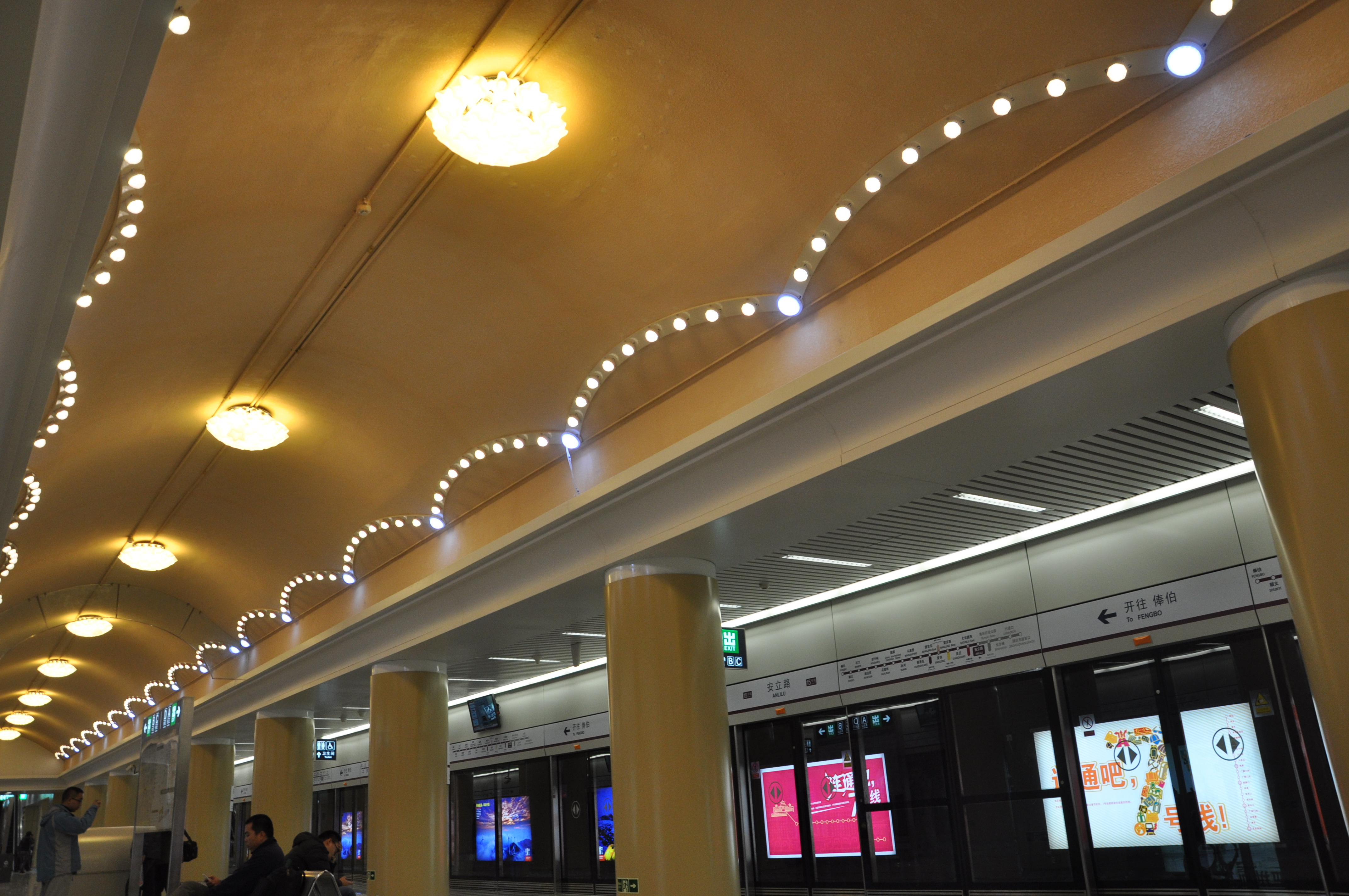
Stationen Anlilu på Linje 15.

Linje 15 (北京地铁15号线; Běijīng dìtiě shíwǔhào xiàn) är en linje i Pekings tunnelbana. Linje 15 trafikerar norra och nordöstra delen av Peking. Linje 15 börjar i väster vid Qinghuadongluxikou norr om Fjärde ringvägen i Haidiandistriktet och fortsätter öster ut genom Olympiaparken sedan vidare mot nordost och passerar Wenyufloden och nordöstra Sjätte ringvägen vidare förbi Chaobaifloden till Fengbo i Shunyidistriktet. Linje 15 är i kartor och på skyltar märkt med mörk lina färg.     
Linje 15 trafikerar 19 stationer och är 40,4 km lång.
Linje 15 öppnade 28 december 2010 med 20,2 km bana från Wangjing West till Houshayu. 31 december 2002 expanderades linjen öster ut med 10,0 km till Fengbo. 28 december 2014 förlängdes linjen åt väster med 11,2 km till Qinghuadongluxikou.

## Lista över stationer
Från väster mot öster:
- Qinghuadongluxikou (清华东路西口)
- Liudaokou (六道口)
- Beishatan (北沙滩)
- Olympic Green (奥林匹克公园) (byte till      Linje 8)
- Anlilu (安立路)
- Datunlu East (大屯路东) (byte till      Linje 5)
- Guanzhuang (关庄)
- Wangjing West (望京西) (byte till      Linje 13)
- Wangjing (望京) (byte till      Linje 14)
- Cuigezhuang (崔各庄)
- Maquanying (马泉营)
- Sunhe (孙河)
- China International Exhibition Center (国展)
- Hualikan (花梨坎)
- Houshayu (后沙峪)
- Nanfaxin (南法信)
- Shimen (石门)
- Shunyi (顺义)
- Fengbo (俸伯)